# Giao phối cận huyết

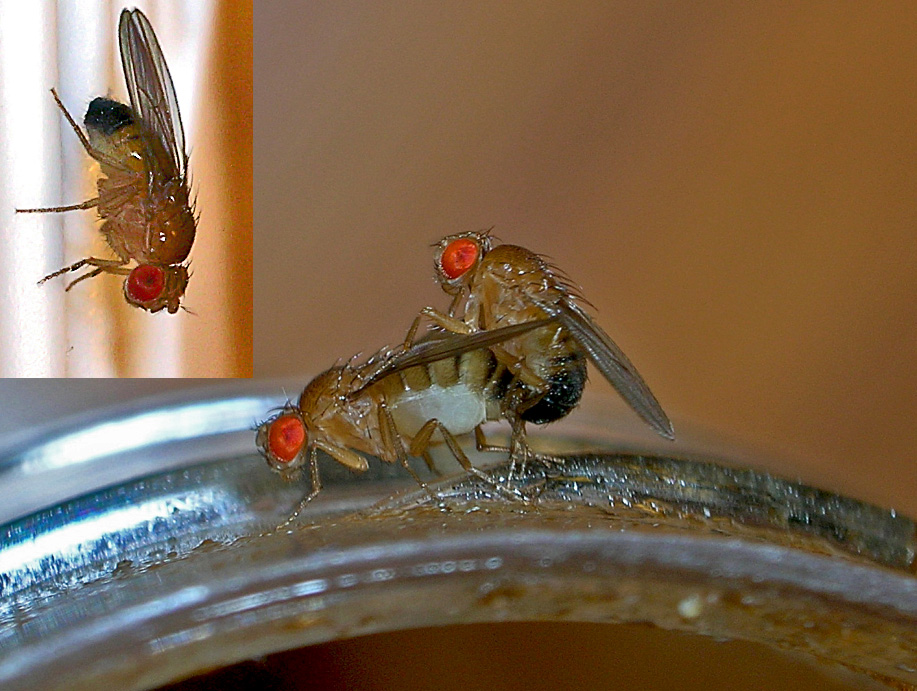
Ruồi giấm thường cái thích giao phối với anh em của chính nó hơn là các con đực không cùng huyết thống.

Giao phối cận huyết hay cận huyết thống thường gọi là giao phối gần hay cận giao hay nội phối là quá trình giao phối giữa các sinh vật có quan hệ họ hàng, giống nhau nhiều về kiểu gen. Thuật ngữ này còn sử dụng trong sinh sản của loài người, luôn gắn với các rối loạn di truyền và các hậu quả khác có thể phát sinh ra từ các mối quan hệ về mặt tình dục loạn luân, gây thoái hoá giống nòi.
Giao phối cận huyết dẫn tới hậu quả tăng tỷ lệ thể đồng hợp tử, trong đó, các gen lặn có hại có nhiều điều kiện để biểu hiện. Điều này thường dẫn tới hiện tượng giảm đa dạng sinh học của quần thể (gọi là thoái hóa giống) dẫn đến giảm khả năng tồn tại và thích nghi của nó. Việc tránh bộc lộ những alen lặn có hại gây ra bởi giao phối cận huyết, thông qua các cơ chế tránh giao phối cận huyết, là lý do lựa chọn giao phối xa. Giao phối giữa các quần thể có kiểu gen khác nhau thường có các tác động tích cực lên quá trình thích nghi và tiến hoá của quần thể, nhưng đôi khi cũng dẫn tới những tác động tiêu cực được gọi là thoái hóa do giao phối xa.